# Аршан (вулканическое поле)
Аршан (кит. упр. 阿尔山) — вулкан, расположен в автономном регионе Внутренняя Монголия на северо-востоке Китая.
Аршан является вулканическим полем, которое состоит из 40 шлаковых конусов и кратеров, находящихся у южного подножия Большого Хингана. Все они образовались в период кайнозоя. Сложены преимущественно базальтами.
Последнее извержение произошло из шлакового конуса Яньшань, который сейчас возвышается на высоту 362 метра и кратера Гаошань, высотой 140 метров. По базальтовым потокам лавы видно, что направление шло на северо-запад в направлении современной Монголии. В результате потоками лавы была перекрыта река Халахахэ и было создано 6 природных водохранилищ. Активная вулканическая деятельность в данном районе прекратилась около 2 000 лет тому назад.